# Regent Business School
Regent Business School est une école de commerce basée à Durban, en Afrique du Sud et fondée par Yusuf Karodia. L’établissement délivre des certificats, des bachelors et des MBA. L’ensemble de ses diplômes sont effectués en distanciel.

## Historique
Initialement, Regent était lié à l’université de Luton en Grande-Bretagne. L’établissement a ensuite retrouvé son autonomie et est accréditée par l’État sud-africain. 
L'école dispose d'un incubateur d'entreprises, le Redhub.
L’établissement fait désormais partie du groupe Honoris United Universities qu’il a rejoint en 2017. La même année, il lance un diplôme avec l'université Mundiapolis, basée au Maroc.